# Slavnica
Slavnica é um município da Eslováquia, situado no distrito de Ilava, na região de Trenčín. Tem 7,81 km² de área e sua população em 2018 foi estimada em 801 habitantes.

## Demografia
| Ano:        | 1994 | 2004   | 2014   | 2024   |
| ----------- | ---- | ------ | ------ | ------ |
| Broj ljudi: | 786  | 820    | 846    | 864    |
| Razlika:    |      | +4,32% | +3,17% | +2,12% |

| Ano:               | 2023 | 2024   |
| ------------------ | ---- | ------ |
| Número de pessoas: | 856  | 864    |
| Diferença:         |      | +0,93% |